# Teorema delle tre serie di Kolmogorov
In teoria della probabilità, il teorema delle tre serie di Kolmogorov stabilisce quando una serie di variabili aleatorie indipendenti converge, utilizzando la convergenza di altre tre diverse serie. Il teorema prende il nome dal matematico russo Andrej Nikolaevič Kolmogorov.

## Enunciato
Sia {\displaystyle (X_{n})_{n}} una successione di variabili aleatorie indipendenti. Allora la serie {\displaystyle \sum _{n=1}^{\infty }X_{n}} converge quasi certamente se e solo se esiste un {\displaystyle K>0} tale che valgano le tre condizioni seguenti:
1. {\displaystyle \sum _{n=1}^{\infty }\operatorname {P} (|X_{n}|>K)<+\infty };
2. {\displaystyle \sum _{n=1}^{\infty }\mathbb {E} [X_{n}\mathbf {1} _{\left\{|X_{n}|\leq K\right\}}]<+\infty };
3. {\displaystyle \sum _{n=1}^{\infty }{\text{Var}}(X_{n}\mathbf {1} _{\left\{|X_{n}|\leq K\right\}})<+\infty }.

(Si noti che {\displaystyle \mathbb {E} [X]} denota il valore atteso della variabile aleatoria {\displaystyle X}, {\displaystyle {\text{Var}}(X)} indica la varianza di {\displaystyle X}, e {\displaystyle \mathbf {1} _{A}} la funzione indicatrice dell'insieme {\displaystyle A}.)
In realtà nel corso della dimostrazione si mostra che se esiste un {\displaystyle K>0} che soddisfa le tre condizioni, allora queste valgono per ogni {\displaystyle K>0}.
Il teorema delle tre serie può essere utilizzato, insieme al lemma di Kronecker, per dimostrare la legge forte dei grandi numeri.